# Kandelia obovata
Kandelia obovata är en tvåhjärtbladig växtart som beskrevs av Sheue, H.Y.Liu och J.W.H.Yong. Kandelia obovata ingår i släktet Kandelia, och familjen Rhizophoraceae. Inga underarter finns listade i Catalogue of Life.